# Annette Zippelius
Annette Zippelius (* 25. Juni 1949) ist eine deutsche theoretische Physikerin und Hochschullehrerin.

## Beruflicher Werdegang
Annette Zippelius studierte Physik an der Technischen Universität München und an der University of Colorado in Boulder (USA), wo sie ihren Master erwarb.  Sie promovierte 1976 an der Technischen Universität München mit der Arbeit Eine kinetische Theorie klassischer Flüssigkeiten. Im Anschluss arbeitete sie zwei Jahre als Postdoc in Harvard und ein Jahr in Cornell. 1982 habilitierte sie sich in München. Ab 1983 arbeitete sie am Forschungszentrum Jülich.
Seit 1988 hat sie einen Lehrstuhl für theoretische Physik an der Georg-August-Universität Göttingen inne. Sie ist damit die erste C4-Physik-Professorin der Bundesrepublik Deutschland. Ihr Forschungsgebiet sind hochkomplexe physikalische und biologische Systeme wie Spin-Gläser und neuronale Netze. Dabei arbeitete sie auch eng mit dem späteren Medizin-Nobelpreisträger Erwin Neher zusammen.

## Mitgliedschaften
Annette Zippelius wurde 1993 ordentliches Mitglied der Akademie der Wissenschaften zu Göttingen, von Oktober 2017 bis September 2020 war sie deren Vizepräsidentin und Vorsitzende der Mathematisch-Naturwissenschaftlichen Klasse. Von Februar 2005 bis 2011 war sie Mitglied des Wissenschaftsrates in Deutschland und von 2007 bis 2014 Fellow am Max-Planck-Institut für Dynamik und Selbstorganisation, womit Forschungsmöglichkeiten an diesem MPI und die Leitung einer Arbeitsgruppe verbunden waren. Der Status als Fellow wurde 2011 verlängert. Im Jahr 2007 wurde sie Fellow der American Physical Society (APS).
Im Jahr 2023 wurde Annette Zippelius als Mitglied der Sektion Physik in die Nationale Akademie der Wissenschaften Leopoldina aufgenommen.

## Familie
Ihre Mutter war die Verhaltensbiologin Hanna-Maria Zippelius, ihr Vater der Volkskundler und Museumsdirektor Adelhart Zippelius. Die Großmutter war die Malerin Dora Horn-Zippelius.

## Ehrungen und Auszeichnungen
- 1998  Gottfried-Wilhelm-Leibniz-Preis der Deutschen Forschungsgemeinschaft für die „Konstruktion eines exakt lösbaren Netzwerk-Modells, das die Funktionseigenschaften eines assoziativen Gedächtnisses hat“[6]
- 2005 Verdienstkreuz am Bande des Niedersächsischen Verdienstordens[7]
- 2017 Wilhelm-Ostwald-Medaille der Sächsischen Akademie der Wissenschaften zu Leipzig[8]
- 2017 Senior-Professur der Wilhelm und Else Heraeus Stiftung[9]
- 2022 Max-Planck-Medaille der DPG[10]
- 2023 Universitätsmedaille „In Publica Commoda“ der Universität Göttingen[11]